# Liliputia badia
Liliputia badia är en mångfotingart som beskrevs av Carl Graf Attems 1952. Liliputia badia ingår i släktet Liliputia och familjen orangeridubbelfotingar. Inga underarter finns listade i Catalogue of Life.